# Алупка-Исар
Алупка-Исар (укр. Алупка-Ісар, крымскотат. Alupka İsar, Алупка Исар) — развалины средневекового, предположительно феодального замка XIII века на Южном берегу Крыма, на вершине горы Крестовая(она же Биюк-Исар), к северу от Алупки. Решениями Крымского облисполкома № 595 от 5 сентября 1969 года и № 489 от 15 января 1980 года руины крепости объявлены историческим памятником регионального значения.

## Описание
Укрепление располагается на довольно плоской вершине горы, наклонённой к западу и пересечённой разломами, окружённой почти со всех сторон обрывами в 70—80 м, на которое с севера и юга идут дороги. Площадка имеет размеры 250 на 120 м — самое большое укрепление на Южном берегу Крыма. Стены крепости, длиной около 600 м при ширине стены 1,8—2 м (кое-где сохранились на высоту до 2,2 м), были сложены из бута на известковом растворе, ограждали плато с 3 сторон, четвертую — лишь частично, благодаря скальным обрывам и делили городище на три части: в самой верхней, с трёх сторон ограниченной обрывами, размещалась цитадель (площадью 0,17 гектара), также огороженная стеной с прямоугольной башней (4 на 4 аршина), внутри цитадели находилась небольшая церковь. Средняя часть (площадью около 1,35 гектара), видимо, представляет собой предполье цитадели; заселена была нижняя часть плато — застроена небольшими домами в 1—2 комнаты.
По имеющимся археологическим данным поселение существовало в XIII веке, его появление историки связывают с монгольскими вторжениями в Крым (начиная с 1223 года), сельджукской экспансией и переходом горного Крыма в зону влияния Трапезундскаой империи, но да сих пор Алупка-Исар считается практически не изученным. Когда и почему поселение прекратило существование, не известно (скорее всего исар был просто оставлен своими жителями).

## История изучения
Первым из ученых в крепости побывал Пётр Кеппен в 1837 году, оставив довольно подробное описание и составивший, по указанию графа Воронцова, план укрепления
…Внутри крепостной ограды находятся явные следы прежних строений. Так, например, в углу В стояло четвероугольное здание, вероятно, башня, имевшая в длину и ширину по 4 аршина. Далее от В к А после 18 шагов простой стены, видны квадратные фундаменты, коих три состоят в общей связи…, за сим опять промежуток в 4 шага, и опять пристенной постройки. По линии от В к С, после 80 шагов, видны… основания четвероугольной постройки… Вход в крепость, я думаю, находился по линии АВ… в 76 шагах от края скалы….
Небольшой раздел в труде «Voyage autour du Caucase, chez les Tscherkesses et les Abkhases, en Colchide, en Géorgie, en Arménie et en Crimée, 6 Bände, Librairie de Gide, zusätzlichem Atlas» посвятил исару Ф. Дюбуа де Монпере
Николай Эрнст в 1935 году считал крепость «греко-готской», отмечал хорошо сохранившиесы стены и остатки множества построек. В. Н. Дьяков в 1942 году и П. Н. Шульц в статье 1957 года и их последователи продвигали идеи либо Таврического лимеса — системы укреплений, якобы созданной римлянами на рубеже нашей эры, либо более древнего аборигенно-таврского происхождения крепостей южнобережья, в которую включали и Алупка-Исар. Эти теории были опровергнуты результатами раскопок 1959 года, проведённых Львом Фирсовым и установившим временные рамки существования поселения не выходящими за XII—XIII век.